# Джон Сіббіт
Джон Сіббіт (англ. John Sibbit, 3 квітня 1895 — 5 серпня 1950) — британський велогонщик.
Срібний призер Олімпійських Ігор 1928 року на тандемах.